# Report-Film
Der Report-Film ist ein vorrangig in Westdeutschland entstandenes Subgenre des Sexploitationfilms. Seinen größten Erfolg hatte das Genre zwischen 1970 und 1974.
Typischerweise geben die Report-Filme vor, das Liebesleben und sexuelle Vorlieben innerhalb bestimmter sozialer oder Berufsgruppen – seltener auch einer geographischen Region – darzustellen und die unverfälschte und oft angeblich schockierende Wahrheit über diese Themen zu zeigen. Der Wahrheitsgehalt der Filme war dabei sehr fragwürdig und im Allgemeinen waren die Filme deutlich als frei erfunden zu erkennen. Die Filme spielen in der Gegenwartszeit und beschäftigen sich hauptsächlich mit weiblichen Personen wie Schulmädchen, Stewardessen, Krankenschwestern und Hausfrauen.
Im Zuge der von Erwin C. Dietrich 1966 ausgelösten Welle von Sex- bzw. Aufklärungsfilmen entstanden in den 1970er Jahren rund 60 dieser Report-Filme. Der kommerziell erfolgreiche Film Schulmädchen-Report 1. Teil zog nicht nur 12 Nachfolger, sondern auch zahlreiche Nachahmer nach sich. Einen Höhepunkt erreichte diese Welle 1973, als insgesamt 15 Report-Filme uraufgeführt wurden. Danach brach der Markt für diese Filme bald zusammen.
Die Report-Filme zeichneten sich für Filmproduzenten durch geringe Kosten und kurze Drehzeiten aus. So produzierten Wolf C. Hartwig und seine Rapid Film insgesamt 15 solcher Filme (neben den 13 Schulmädchen-Report-Filmen auch Urlaubs-Report und Schlüsselloch-Report) und TV 13 zahlreiche Hausfrauen-Report-Filme. Weitere Beispiele sind Ehemänner-Report, Krankenschwestern-Report und Lehrmädchen-Report.
Für einige Schauspieler erwies sich ihre Mitwirkung als Karriere-Sprungbrett, so beispielsweise für Lisa Fitz, Sascha Hehn, Jutta Speidel oder Heiner Lauterbach. In den 1990er Jahren wurden ein großer Teil dieser Filme von deutschen Privatsendern im Spätprogramm ausgestrahlt. 

## Filmliste
Chronologisch nach deutscher Uraufführung geordnet.
| Filmtitel                                                                | Produktionsjahr | Uraufführung       |
| ------------------------------------------------------------------------ | --------------- | ------------------ |
| Intim-Report                                                             | 1967            | 29. März 1968      |
| Erotik auf der Schulbank                                                 | 1968            | 2. August 1968     |
| Schweden – Hölle oder Paradies?                                          | 1968            | 4. September 1968  |
| Ehepaar sucht gleichgesinntes                                            | 1969            | 28. November 1969  |
| Prostitution heute                                                       | 1970            | 31. Juli 1970      |
| Frisch, fromm, fröhlich, frei                                            | 1970            | 4. September 1970  |
| Psychologie des Orgasmus                                                 | 1970            | 18. September 1970 |
| Schulmädchen-Report: Was Eltern nicht für möglich halten 1. Teil         | 1970            | 23. Oktober 1970   |
| Mädchen beim Frauenarzt                                                  | 1971            | 12. Februar 1971   |
| Erotik im Beruf – Was jeder Personalchef gern verschweigt                | 1971            | 26. März 1971      |
| Hausfrauen-Report 1. Teil                                                | 1971            | 18. Juni 1971      |
| Der neue heiße Sex-Report – Was Männer nicht für möglich halten          | 1971            | 18. Juni 1971      |
| Der große Arztreport: 1. Teil: Infrasexum                                | 1969            | 2. Juli 1971       |
| Ehemänner-Report alternativ: Seitensprung-Report                         | 1971            | 20. August 1971    |
| Der neue Schulmädchen-Report. 2. Teil: Was Eltern den Schlaf raubt       | 1971            | 26. August 1971    |
| Urlaubsreport – Worüber Reiseleiter nicht sprechen dürfen                | 1971            | 8. Oktober 1971    |
| Hausfrauen-Report 2. Teil                                                | 1971            | 25. November 1971  |
| Schüler-Report                                                           | 1971            | 25. November 1971  |
| Jürgen Roland’s St. Pauli-Report                                         | 1971            | 26. November 1971  |
| Schulmädchen-Report. 3. Teil: Was Eltern nicht mal ahnen                 | 1971            | 17. Februar 1972   |
| Jungfrauenreport                                                         | 1971            | 28. April 1972     |
| Hausfrauen-Report 3. Teil                                                | 1972            | 2. Juni 1972       |
| Lehrmädchen-Report                                                       | 1972            | 29. Juni 1972      |
| Die dressierte Frau                                                      | 1972            | 23. Juli 1972      |
| Hochzeitsnacht-Report                                                    | 1972            | 11. August 1972    |
| Mädchen, die nach München kommen – Das geheime Sexleben der Olympiastadt | 1972            | 25. August 1972    |
| Schulmädchen-Report. 4. Teil: Was Eltern oft verzweifeln läßt            | 1972            | 28. September 1972 |
| Verführerinnen-Report                                                    | 1972            | 6. Oktober 1972    |
| Krankenschwestern-Report                                                 | 1972            | 26. Oktober 1972   |
| Sex-Report blutjunger Mädchen                                            | 1971            | 1. Dezember 1972   |
| Hausfrauen Report international                                          | 1972            | 25. Januar 1973    |
| Facts-Kopenhagen-Sex-Report                                              | 1972            | 9. Februar 1973    |
| Skihaserl-Report                                                         | 1972            | 9. Februar 1973    |
| Mädchen auf Stellungssuche: Der Hostessen-Sex-Report                     | 1972            | 9. März 1973       |
| Schulmädchen-Report. 5. Teil: Was Eltern wirklich wissen sollten         | 1973            | 13. April 1973     |
| Sex-Träume-Report                                                        | 1973            | 18. Mai 1973       |
| Tanzstunden-Report                                                       | 1973            | 21. Juni 1973      |
| Teenager-Report                                                          | 1973            | 20. Juli 1973      |
| Schlüsselloch-Report                                                     | 1973            | 10. August 1973    |
| Frühreifen-Report                                                        | 1973            | 17. August 1973    |
| Blitzmädchen-Report                                                      | 1973            | 23. August 1973    |
| Hausfrauen-Report 5. Teil                                                | 1973            | 30. August 1973    |
| Schulmädchen-Report. 6. Teil: Was Eltern gern vertuschen möchten         | 1973            | 11. Oktober 1973   |
| Der Ostfriesen-Report                                                    | 1973            | 12. Oktober 1973   |
| Bademeister-Report                                                       | 1973            | 26. Oktober 1973   |
| Das sündige Bett                                                         | 1973            | 26. Oktober 1973   |
| Autostop-Lustreport                                                      | 1974            | 19. April 1974     |
| Schulmädchen-Report. 7. Teil: Doch das Herz muß dabei sein               | 1974            | 25. April 1974     |
| Witwenreport                                                             | 1974            | 27. September 1974 |
| Schulmädchen-Report. 8. Teil: Was Eltern nie erfahren dürfen             | 1974            | 28. November 1974  |
| Schulmädchen-Report. 9. Teil: Reifeprüfung vor dem Abitur                | 1975            | 22. August 1975    |
| Schulmädchen-Report. 10. Teil: Irgendwann fängt jede an                  | 1975            | 2. April 1976      |
| Schulmädchen-Report. 11. Teil: Probieren geht über Studieren             | 1976            | 24. März 1977      |
| Straßenmädchen-Report (OT: Storie di vita e malavita)                    | 1975            | 28. Juni 1977      |
| Inseraten-Report                                                         | 1976            | 6. Oktober 1977    |
| Hausfrauen-Report 6. Teil                                                | 1977            | 12. Oktober 1977   |
| Schulmädchen-Report. 12. Teil: Junge Mädchen brauchen Liebe              | 1977            | 3. Februar 1978    |
| Studentinnen-Report                                                      | 1979            | 20. April 1979     |
| Die Schulmädchen vom Treffpunkt Zoo                                      | 1979            | 6. Juli 1979       |
| Schulmädchen-Report 13. Teil: Vergiß beim Sex die Liebe nicht            | 1980            | 14. August 1980    |
| Schulmädchen ’84                                                         | 1983            | 21. März 1984      |